# Victoria Bridge (Worcestershire)
Die Victoria Bridge ist eine Eisenbahnbrücke über den River Severn in der Nähe von Kidderminster in Worcestershire, England.
Die von John Fowler entworfene und zwischen 1859 und 1861 für die Severn Valley Railway gebaute eingleisige Victoria Bridge, seine etwas jüngere, fast baugleiche, aber zweigleisige Albert Edward Bridge und die Belvidere Bridge von 1848 sind wohl die letzten gusseisernen Brücken Großbritanniens.
Die Victoria Bridge ist heute Teil der als Museumsbahn wiedereröffneten, 26 km langen Severn Valley Railway zwischen Kidderminster (westlich von Birmingham) und Bridgnorth weiter nördlich am River Severn.

## Name, Lage
Die Brücke ist nach Victoria, Königin des Vereinigten Königreichs Großbritannien und Irland benannt.
Die Brücke steht knapp einen Kilometer südlich des kleinen, westlich des Flusses gelegenen Bahnhofs Arley und des am östlichen Flussufer gelegenen Dorf Upper Arley.

## Beschreibung
Die Segmentbogenbrücke wurde als zweigleisige Brücke gebaut, aber da die Strecke aus Kostengründen nur eingleisig ausgeführt wurde, hat auch sie nur ein Gleis. Ihr Bogen     hat eine Stützweite von 61 m (200 ft). Ihre vier eingespannten, gusseiserne Bogenrippen bestehen jeweils aus neun Abschnitten mit dem Querschnitt eines Doppel-T-Trägers, die miteinander verschraubt sind. Senkrechte, durch Querstege versteifte Stützen übernehmen die Aufständerung des Fahrbahnträgers. Waagrechte und diagonale Profile aus Schmiedeeisen versteifen die Bogenrippen untereinander. Außen sind die Zwickel durch gusseiserne Formteile ausgefüllt. Inschriften auf dem Bogenscheitel nennen Name und Baujahr der Brücke, Mr. Fowler als Engineer sowie Messrs. Brassey & Co., Contractors als Baufirma und die Coalbrookdale Company als Gießerei und Eisenbauunternehmen. Der auskragende Fahrbahnträger bestand aus schmiedeeisernen Trägern und einem Holzbohlenbelag.
1963 wurde der Verkehr auf der alten Severn Valley Railway eingestellt. 1965 wurde die Museumsbahn gegründet, die 1984 den Verkehr über die Brücke wiederaufnahm.
Sie steht seit 1987 unter Denkmalschutz (Grade II*).
1994 wurden größere Reparaturmaßnahmen vorgenommen. 2004 wurde im Rahmen einer grundlegenden Sanierung der Fahrbahnträger durch eine Stahlkonstruktion ersetzt. Um die gusseiserne Struktur zu schonen, wurde die Geschwindigkeit auf der Brücke auf 24 km/h (15 mph) beschränkt.